# Dan (fiul lui Iacob)
Conform Genezei, Dan este al cincilea copil al lui Iacob, mama lui este Bilhah, servitoarea lui Rahila.